# Альберт Штельцель
Альберт Штельцель (нім. Albert Stoelzel; 10 січня 1872 — 16 вересня 1928) — німецький офіцер, контрадмірал запасу рейхсмаріне.

## Біографія
14 квітня 1890 року вступив у кайзерліхмаріне. Протягом 5 місяців пройшов підготовку на навчальному кораблі «Ніоба». Навесні 1891 року в якості кадета відвідав Вест-Індію, Ла-Гуайру і Баїя-Бланку на навчальному кораблі «Мольтке». З жовтня 1911 року — начальник відділу Адмірал-штабу. З жовтня 1916 по листопад 1917 року — начальник оперативної групи Адмірал-штабу. З 3 січня по 2 листопада 1918 року — командир лінійного крейсера «Гебен», який плавав під османським прапором. 24 листопада 1918 року звільнений у відставку.

## Звання
- Фрегаттен-капітан (27 січня 1913)[1]
- Капітан-цур-зее (17 жовтня 1915)[2]
- Контрадмірал запасу (29 грудня 1919)[2]

## Нагороди[2]
- Столітня медаль
- Орден Червоного орла 4-го класу
- Хрест «За вислугу років» (Пруссія) (25 років)
- Залізний хрест 2-го і 1-го класу
- Орден Корони (Пруссія) 2-го класу з мечами
- Орден Церінгенського лева, командорський хрест 2-го класу
- Орден «За військові заслуги» (Баварія) 3-го класу з короною і мечами
- Ганзейський хрест (Гамбург)